# Cerkev sv. Jedrti, Nadlesk
Cerkev sv. Jedrti v Nadlesku spada med najstarejše v Župniji Stari Trg pri Ložu, saj je bila zgrajena v 14. ali celo v 13. stoletju. Zaradi te zgodnje gradnje se je domnevalo, da bi bila lahko prafara, čeprav so pozneje to domnevo ovrgli. Glavo Janeza Krstnika je namreč Emilijan Cevc postavil na konec 13. stoletja. Cerkev  se omenja leta 1520, ko je dala za davek proti Turkom bakren kelih in dva goldinarja. Leta 1581 škof Bizancij cerkev imenuje po Janezu Krstniku. V poznejših zapisih je cerkev vedno imenovana po sveti Jedrti. Cerkev je bila razglašena za kulturni spomenik z Odlokom o razglasitvi podružnične cerkve svete Jedrti za kulturni in zgodovinski spomenik.
Največja znamenitost cerkve so freske Tomaža iz Senja. Stele v svoji knjigi Slikarstvo v Sloveniji od 12. do srede 16. stoletja posebej izpostavi delo mojstra, ki je bil Hrvat. Poleg cerkve v Nadlesku je poslikava istega mojstra ohranjena tudi v Maršičah nad Ortnekom na Dolenjskem. Ime slikarja so ugotovili šele po restavraciji fresk leta 1964, ko se je za odstranjenim severnim stranskim oltarjem prikazal napis: M(EŠ)TAR TOMAS OD SEGNIA FECIT 1511 (mojster Tomaž iz Senja naredil 1511). Slikarski slog spada v tako imenovano hrvaško šolo slikarjev, katere značilnosti lahko opazimo tudi v drugih cerkvah po Slovenskem (Maršiči, Cvibelj, Višnje).
Nastanek glave svetega Janeza Krstnika je Emilijan Cevc postavil na konec 13. stoletja, to je okrog leta 1290. Glava izvira iz obdobja, ko se je na Slovenskem mešal romanski in gotski slog. V tem času se je srednjeveška univerzalnost Cerkve začela razkrajati. Kulturna akcija se je prenesla v laične kroge, poudarjati se je začela čutnost. Obdobje nosi ime viteška gotika. Originalna glava je bila v cerkvi do začetka 20. stoletja, ko so jo umetnostni zgodovinarji prenesli v Narodni muzej v Ljubljani.  Kopijo je Narodni muzej cerkvi dostavil ob obnovitvenih delih leta 2000.
Razen po poslikavah cerkev slovi tudi po odlično ohranjenem lesenem stropu in pevskem koru. Strop je naredil Jurij Špehar. Na pristropni lestvi je napis: GEORGIVS: SPECHAR: FECIT 1723 ( Jurij Špehar naredil 1723). Strop ima raven srednji del in poševni pristrešeni ploskvi (dolžnina 9,30 metrov, širina 7,10 oziroma 2,60 metra). Ves strop je razdeljen v mrežo osmerokotnikov, enakoramnih križev in šesterokotnikov. Osmerokotniki imajo belo osnovo, na kateri so narisane dvoroče vaze z bohotnimi šopki, štirje sredinsko postavljeni osmerokotniki pa imajo motiv simetrično postavljenih četverih glavic sredi vitičja. V osmerokotniku ob pregibu je v poševnino postavljen fantazijski portret možiclja, ki ima na čepici napis 1723. Po ljudskem izročilu je to avtorjev portret.
V cerkvi se nahajajo trije zlati oltarji in sicer glavni oltar svete Jedrti in stranska svetega Janeza Krstnika in svete Neže. Na glavnem oltarju je napis: AD MAIOREM DEI GLORIAM ET D: V: M: AC S: GERTRVDIS HOC ALTARE ERECTUM ET DEAVRATVM EST SVB REVERENDISSIMO ET ILLVSTRISSIMO INFULATO DOMINO ABBATE  IOANNE PAVLO SCHWENGH PROTONOTARIO APOSTOLICO AC DOMONO PAROCHO CAESAREO LOOSENSE SVB ANNO DOMINI 1708 (Prevod: »V večjo slavo Boga, slavo Božje deviške Matere in svete Jedrti je bil oltar postavljen in pozlačen za časa prečastitega in imenitnega infuliranega gospoda opata Janeza Pavla Švenka, apostolskega pronotarja in cesarskega župnika v Ložu leta 1708). Oltar je eden najbogatejših svoje vrste v Sloveniji. Stranski oltar svete Neže je po starosti najstarejši, saj ga lahko umestimo v čas po sredini 17. stoletja. Iz tega časa je tudi kip svete Neže. Ob njej je patrona sveta Jedrt iz prejšnjega glavnega oltarja. Zlati oltar svetega Janeza Krstnika se časovno ujema z letnico na slavoloku. Iz okraskov moremo sklepati na barok. Marija z Detetom v atiki je bila oblikovana v času izdelave oltarja, kip Janeza Krstnika, ki krščuje Jezusa pa je mlajši.
Glavni oltar je eden najbogatejših te vrste v Sloveniji. Spada v zadnje obdobje v razvoju zlatih oltarjev. To obdobje okrog leta 1720 imenujemo tudi vstop v pravi barok. Njegova značilnost je akantov ornament. Oltar je leta 1869 prenovil Štefan Štubic. V zvezi s tem oltarjem je Sergej Vrišer opozoril na možen obstoj rezbrarske delavnice v Starem trgu, saj je nakaj sorodnih del ohranjenih prav v starotrški župniji.